# 教育方法学
教育方法学（きょういくほうほうがく）とは、教育学・教育実践を、方法論的な視点から研究する学問である。

## 概要
教育方法学の研究分野には、教授学（Didactic_method）をはじめ、カリキュラム・教育評価に関すること、授業・教室に対する研究、教師教育に関することなどがある。また、コンピューターなどの機器を応用した教育工学を含む。
また、教育方法学は、大きく分けて、次の2つの方向で研究が進んでいる。
特定の学問分野を基礎として探求する研究
教育史・教育哲学・教育心理学・教育社会学・教育行政学などをもとに研究が進められている。
教室の具体的問題の解決を追求する実践的研究
実際の授業実践を分析し、反省・批評していく形の研究である。
なお、各教科の指導にあたって、教育方法学は教科教育学に応用される。

## 歴史

### 西洋の教育方法学史

#### 古典的な教育方法
原始的には、伝聞・口述による伝承が古くから行われていた。文書の暗唱・輪読などはその一例である。そこから一歩進んだ方法が、古代ギリシアの哲学者によって探求されはじめた。これには、ソクラテスが用いた対話による問答法などがある。佐藤学は、この2つについて、「その成立の出発点から「探求のレトリック」を教える市民の教育と、権威づけられた正解への手続きとしての「服従のレトリック」を教える奴隷の教育との分裂」をしたと述べている。
中世では、自由七科の修辞学として教育方法が扱われた。たとえば、アウグスティヌスの『教師論』で、教師の語りの修辞学が提示されている。また、問答法が宗教改革に伴う子どもへの宗教教育で行われた。このときには、教理問答書（想定問答集のようなもの）を使用していた。

#### 一斉授業の成立
このように、教育の方法自体は、すでに古代ギリシャより探求されはじめていたが、教育の方法・技術が自覚的・体系的に研究され始めたのは、学校が構想・組織され始めた近代に入ってからである。コメニウスによって近代の学校が構想され、その2世紀近い年月を経て、ヨハン・ハインリヒ・ペスタロッチがルソー等の教育思想を実践して、教育方法の探求へと結合させた。
その後、一斉授業の普及と制度化を基礎づけたのはヨハン・フリードリヒ・ヘルバルトであり、そのヘルバルト学派の人々によって各国に浸透した。その中で、トゥイスコン・ツィラー、ヴィルヘルム・ラインの教育学は、日本などで学校教育の制度化と授業の定型化を進めた際の、中心的な理論となった。

#### 新教育運動と教育方法
20世紀に入ると、公教育制度の画一性と硬直性が批判されるようになり、新教育運動と呼ばれる世界的な学校改革運動が展開された。
まず、ジョン・デューイなどの手によって、「子ども中心主義」の教育が推進されたことである。
その一方で、フランクリン・ボビットは教育課程を最初に体系化し、カリキュラムの科学的研究を初めて行った。彼は、教育文献の中で、「教育目標」という言葉を最初に使ったほか、「活動分析」も推し進めた。そして、これは、チャーターズの「仕事分析」に引き継がれた。チャーターズは、95,000人の女性の一週間の仕事の記録を分析し、総計7300の目標のカテゴリーを設定したうえで、この目標を教科・単元に分配したカリキュラムの構成を提案した。
また、単元学習としては、ウィリアム・ヒアド・キルパトリックの「プロジェクト・メソッド」と、ヘレン・パーカーストの「ドルトン・プラン」などがある。アメリカ国内よりも、日本などのアジア諸国への影響が大きかった。

#### その後の西洋教育方法学
行動科学に基づき教育方法学を研究した人には、ラルフ・タイラーとベンジャミン・ブルームがあげられる。特に、ベンジャミン・ブルームは、教育評価の考え方を示している。
認知心理学を基礎とした教授理論の出発点は、ジェローム・ブルーナー、レフ・ヴィゴツキーなどの研究成果に見ることができる。

### 日本の教育方法学史
明治に至るまでの寺子屋・藩校などでは自学自習・手習い・暗唱など、模倣と習熟を伝統としていた。
日本での授業・授業研究の出発点は「学事奨励に関する多い仰出書」(1872年)による近代学校の成立とその制度化にある。
その後、大正自由教育運動などの新教育運動が起こり、ドルトン・プランなどが取り上げられた。しかし、昭和期においては戦時色が強くなり、ファシズム教育へと収斂していった。
第二次世界大戦の後、国家中心の教育から子ども中心の教育への転換が試みられた。しかし、「這い回る経験主義」という批判もあったほか、基礎学力の充実に対する要望、修身科の復活要望等もあった。そして、1958年版に行われた学習指導要領は「官報による告示」がなされ、法的拘束力を持つカリキュラムとなった。この学習指導要領は、系統学習の色合いが強いものであった。
その後、授業の科学的研究が進み始めた。1963年に雑誌『授業研究』が創刊され、1964年には日本教育方法学会が結成された。また、現職教諭の研修制度も整えられ、そこで教育方法学が扱われるようになった。諸外国の教育方法・授業分析の理論が導入され、心理学の授業への応用が模索された。
また、1960年代以降、「教育方法の現代化」の取り組みが各所で行われ、各種の教材プログラムの開発が盛んになった。主なものには、遠山啓の「水道方式」（数学）、板倉聖宣らの「仮説実験授業」（理科）、細谷純・高橋金三郎らが開発した「極地形式」（理科）、明星学園をベースに開発された「にっぽんご」（国語）などがある。
1980年頃以降は、校内暴力・いじめ・学級崩壊など「教育方法の現代化」以降の課題解決に方向が向いてきているほか、コンピュータ・マルチメディアを応用した教育工学的なアプローチも研究・実践されている。

## 理論と実践

### 授業の方法
現在では、下記のような様々なアプローチが開発されている。
- プログラム学習
- 発見学習
- 範例方式
- 有意味受容学習
- 完全習得学習
- 「学び方」学習

### カリキュラム
カリキュラムとは、狭義には、具体的な指導計画・教育課程・時間割などを指す。欧米では、それ以上に「学習経験の総体」として、その教育課程に基づく「教師の働きかけ」と「子どもへの活動」すべてを包括する概念として、広くとらえられている。
なお、明示的なカリキュラムの他に、学校の制度・政治学的に存在する暗黙的なものを、カリキュラムの一つとしてとらえることもある。これは、隠れたカリキュラムと呼ばれている。

### 授業分析
授業をよりよいものにするために、授業自体を分析し、未来へ生かす試みが行われた。
たとえば、授業のコミュニケーションを科学的に分析することが試みられた。1970年代に世界各国に普及したのは、相互作用分析という方法であった。たとえば、相互作用分析を代表するN.A.フランダースの方法は、3秒ごとに教室の発言行動を10のカテゴリーに分析して、授業の特徴を数量的、客観的に分析する方法である。
しかし、このような分析だけで教育のすべてを分析することには無理があるという指摘がイギリスのハミルトンとデラモント、エイデルマンとウォーカーなどからあがった。その指摘の内容は、「表面的で観察可能な行動だけに関心を向け、その背後にある意図を考慮していない」などである。
より複雑な形で会話分析を行った研究者には、アーノ・ベラック、メーハンなどがあげられる。とくにメーハンは、著書『授業を学ぶ』においてエスノメソドロジーの会話分析手法を使い、教室のコミュニケーションの本質的な特徴を浮き彫りにしている。たとえば、下記のやり取りを比較すると、わかりやすい。
（普通の会話）A氏「今何時ですか？」　B氏「2時半です。」　A氏「ありがとう。」
（授業の会話）先生「今何時ですか？」　生徒「2時半です。」　先生「よろしい。」
カートニィ・キャスデンは、社会言語学の立場から教室のコミュニケーション分析を行った。その成果には、子どもの誤答から正しい答えを導いた過程も、実は教師の会話の構造を判断し正解にたどり着いた可能性がありうること、などがあげられる。
どの分析方法も授業に生かすために有用ではあるが、それぞれの分析方法は一定の視点で調べているにしか過ぎず、目的に応じて適切な分析方法を選ぶ必要がある。

### 教師の役割・専門性
現代では、引きこもり・不登校・いじめ、学力不振、そして教員志望者の激減、教師自身の燃え尽き症候群など、様々な学校の危機が、教師を取り巻いている。このような中で、教師の役割・責任・専門性について問われており、教育方法学でもこの問題を取り扱う。
たとえば、「教師の「役割・責任・指導技術」議論の具体的内容と方向性は、基本的に教育目的や目標をどのように設定するかによって左右される」と指摘している。
また、教師の専門性について、教師とは「公僕」なのか、「労働者」なのか、あるいは、「技術的熟達者」なのか、「反省的実践家」なのか、議論が重ねられている。

## 教育工学とコンピュータ
コンピュータの発達に伴い、それを応用した教育活動が実践されている。これらは、教育工学という分野で研究がなされている。
佐藤学は、コンピュータによる教育に問題がおこる理由として、「コンピュータは道具に過ぎないのであり、主たるエージェントは、教師や生徒の方だからである。コンピュータ教育が機械的であったり現実から遊離してしまうのは、教師と生徒が機械的に生きているからであり、授業と学びが虚構の世界にしか基盤を置いていないからである。」と述べている。

## 課題

### 教員免許に関する課題
日本の教育職員免許法施行規則では、「教職に関する科目」の中で「教育の方法及び技術（情報機器及び教材の活用を含む。）」の科目を履修することとなっている。この科目が教育方法学の授業に該当し、教育職員免許状取得上の必修科目となっている。「教育方法」「教育方法学」「教育の方法と技術」などの科目で教えられることが多い。